# Joseph Louis Gay-Lussac

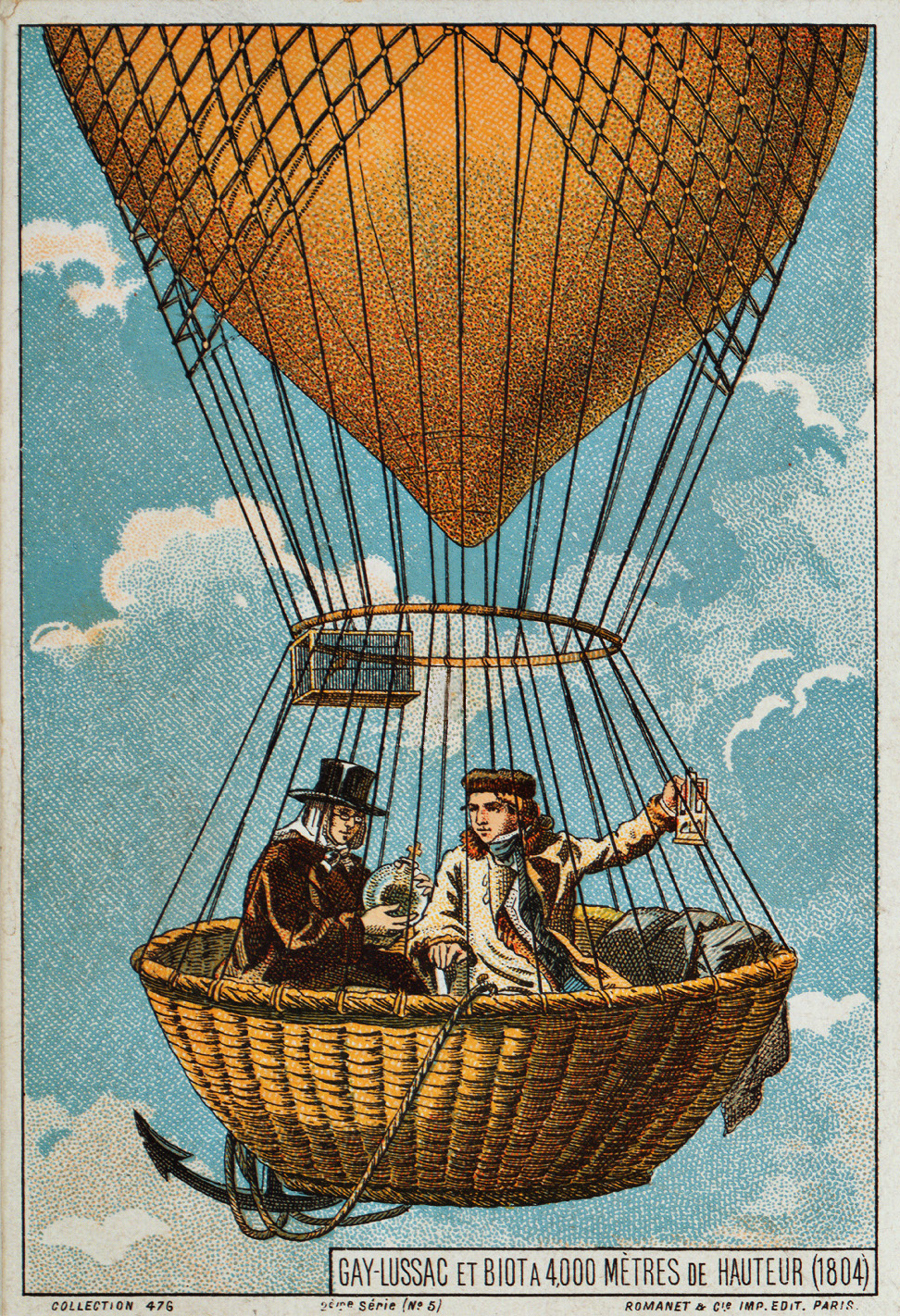
Gay-Lussac és Biot léggömbös repülése

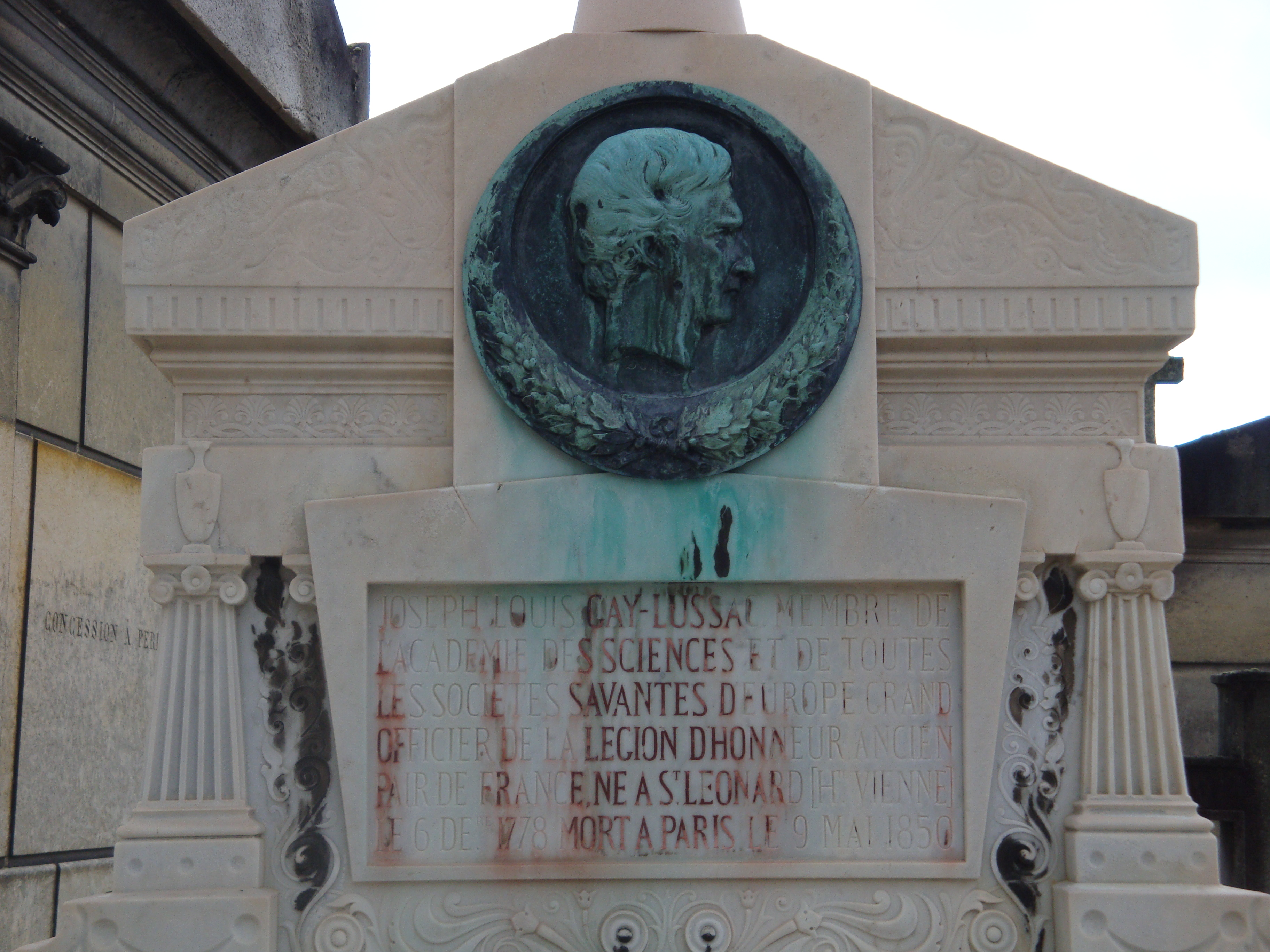
Gay-Lussac síremléke a Père-Lachaise temetőben, Párizsban

Joseph Louis Gay-Lussac (Saint-Léonard-de-Noblat, 1778. december 6. – Párizs, 1850. május 9.) francia fizikus, vegyész. Az 1802-ben általa felismert, a gázok állapotváltozásaira vonatkozó Gay-Lussac-törvények az ő nevét őrzik.

## Élete
Kezdetben szülővárosában, majd 1794-ben Párizsban folytatja tanulmányait. 1802-től az École polytechnique demonstrátora, majd 1809-től ugyanitt kémiaprofesszor. 1808–1832 között a Sorbonne fizikaprofesszora. 1809-ben megnősül, felesége Geneviève-Marie-Joseph Rojot. Öt gyermeke közül a legidősebb, Jules Gay-Lussac Gießenben Justus von Liebig német fizikus asszisztense lett. 1821-ben a Svéd Királyi Akadémia külső tagjává választották. 1850-ben Párizsban halt meg, sírja a párizsi Père-Lachaise temetőben található. Egyike azon 72 tudósnak, akiknek neve szerepel az Eiffel-torony oldalán.

## Tudományos eredmények

### Gay-Lussac-törvények
Gay-Lussac 1802-ben fogalmazza meg (állandó mennyiségű) gázok állapotváltozásaira vonatkozó két törvényét. A törvények mai megfogalmazásban a következők:
Gay-Lussac I. törvénye
Az állandó nyomású gáz térfogata egyenesen arányos a gáz (abszolút) hőmérsékletével, azaz hányadosuk állandó. Képlettel:
{\displaystyle {\frac {V}{T}}={\mbox{állandó}}}.
Gay-Lussac II. törvénye
Az állandó térfogatú gáz nyomása egyenesen arányos a gáz (abszolút) hőmérsékletével, azaz hányadosuk állandó. Képlettel:
{\displaystyle {\frac {p}{T}}={\mbox{állandó}}}.

### Léggömbös kutatásai
1804-ben Jean Baptiste Biot francia fizikussal együtt végzett kutatásai során hidrogénnel töltött léggömb segítségével 7376 m magasra emelkedtek. Repülés közben vizsgálták a légkör hőmérsékletét, összetételét és a földi mágneses mező változását. Megállapították, hogy a levegő hőmérséklete 174 méterenként 1 °C-kal csökken, összetétele viszont független a magasságtól (nyomásától).
Megállapították azt is, hogy a mágneses mező ekkora magasságokig érdemben nem változik.

### Kémiai eredményei
- 1811-ben előállította a vízmentes hidrogén-cianidot.
- 1808-ban felfedezte a bórt.

## Híres tanítványai
- Henri-Victor Regnault (1810–1878) francia fizikus, kémikus, az egyetemes gázállandó R jele az ő nevéből származik.
- Justus von Liebig (1803–1873) német vegyész